# Kammersänger

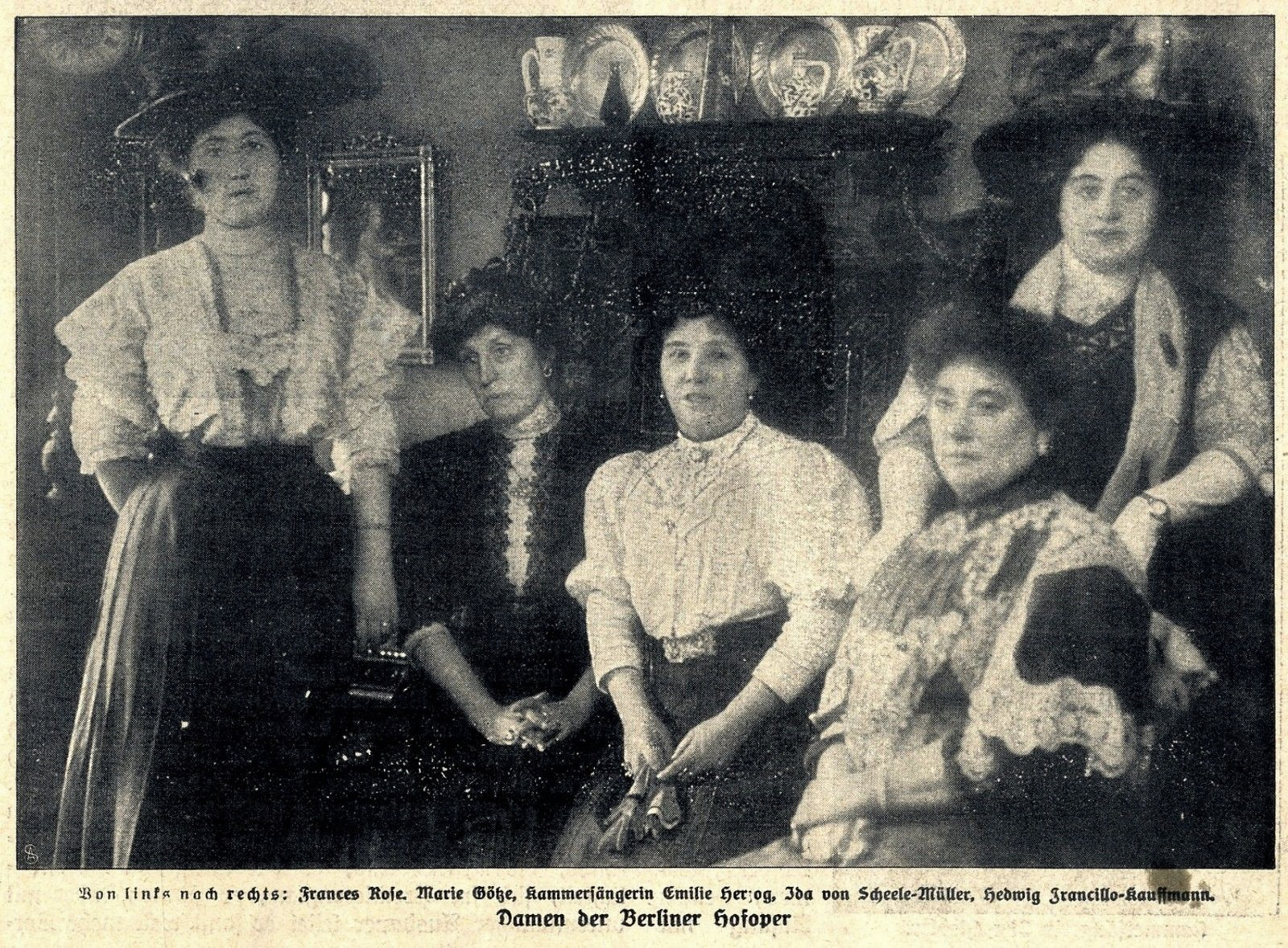
De Damen der Berliner Hofoper in 1908. V.l.n.r. Frances Rose, Marie Götze, Kammersängerin Emilie Welti-Herzog, Ida von Scheele-Müller en Hedwig Francillo-Kauffmann.

Kammersänger, of in vrouwelijke vorm Kammersängerin (Ks.), wat letterlijk kamerzanger betekent, is een Duitse eretitel voor beroemde zangers.

## Beschrijving
De titel wordt in Duitsland en in Oostenrijk gewoonlijk verleend op aanbeveling van relevante nationale plaatselijke instellingen. Oorspronkelijk werd de titel verleend door vorsten of koningen en sprak men van Hofkammersänger(in). In de vroegere Duitse Democratische Republiek (DDR) verleenden enkele concertzalen deze benaming. 
De gelijkwaardige benaming in Zweden is hovsångare of hovsångerska in vrouwelijke vorm.